# 天主实录

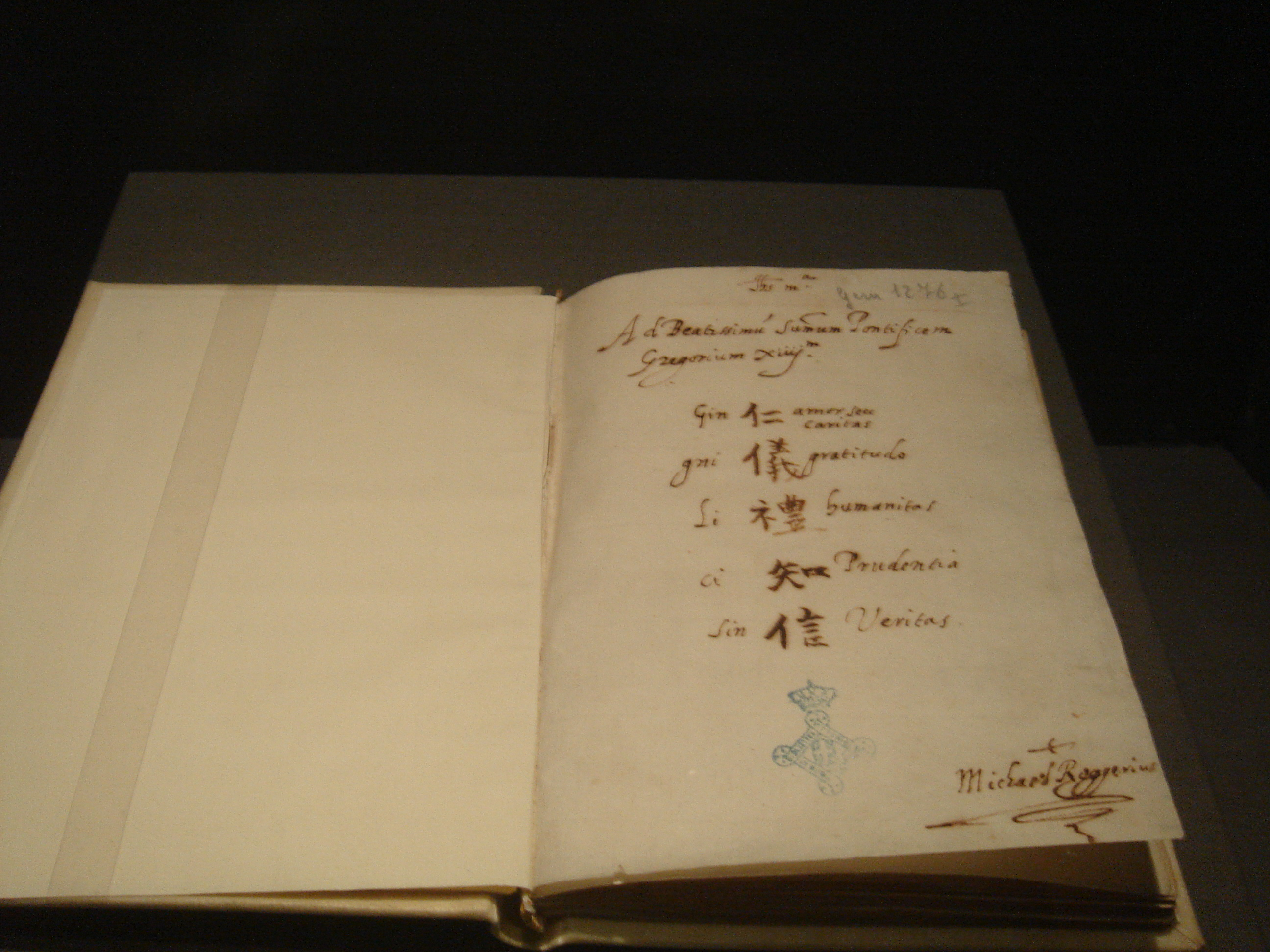
《天主实录》手稿，现藏于罗马中央国立图书馆

《天主实录》（1630年出版）是由天主教耶稣会来华传教士罗明坚著，后由利玛窦在中国翻译者的帮助下的用汉字撰写的一部天主教神学著作，在明朝万历十一年于北京出版。这是西方人用汉语书写的第一部基督教神学著作。
這書最初由羅明堅用拉丁文寫成，由利玛窦及一名中國秀才將之譯成中文，在肇慶出版。後來利玛窦自己研讀四書，對中文及中國文化的認識提高以後，作出了大量修訂。書中部分的內容明顯接受了中國傳統的儒家思想，將天主教教義和儒家思想加以匯合。《天主实录》對天主教在中國、日本等地在16至18世紀的傳播起了很大的作用。特別是其內容適應了儒家倫理的概念，比較容易被中國士大夫階層所接受。
《天主实录》亦是最早把星期制度引进中国的，中国传统把每月三分为上、中、下旬，或二分为朔望。基督教则是把每月分为四星期，每星期有固定的宗教文化生活。该书也介绍了“耶稣会”，描述了天主教在欧洲的情况，以及耶稣会的崛起。《天主实论》最后一章标题是《总举大西俗尚，而论其传道之士所以不娶之意，并释天主降生西土来由》。 論述天主教国家的本质是服从教宗：“立有最尊位，曰教化皇，专以继天主颁教谕世为己职，异端邪说不得作于列国之间。”强调耶稣宗徒伯多禄在梵蒂冈建立教會后，一任教宗没有中断过，因此它和耶稣不但有精神上的联系，而且还有实体上的联系。这被利玛窦认为是天主教会的独特之处，也是它的优越之处。